# Mathieu Belezi
Mathieu Belezi, pseudoniem van Gérard-Martial Princeau, (Limoges, 1953) is een Franse romanschrijver.

## Biografie
Mathieu Belezi studeerde geografie aan de Universiteit van Limoges. Na zijn studie gaf hij les in Louisiana (Verenigde Staten). Hij woonde vervolgens in Mexico, Nepal, India en op de Griekse en Italiaanse eilanden. In 1999 besloot hij om te stoppen met lesgeven en zich volledig te wijden aan het schrijven. In 2004 verliet hij Frankrijk om in het zuiden van Italië te gaan wonen.

## Attaquer la terre et le soleil
Belezi schreef vijftien romans. Alleen zijn bekendste werk Attaquer la terre et le soleil is in het Nederlands vertaald onder de titel Aarde en zon te lijf. 
In 1830 viel Frankrijk Algerije binnen en het duurde tot 1847 voor het verzet, dat onder leiding stond van Abd al-Kader, gebroken was en het hele land onder Franse controle was gebracht. De roman bevat twee verhaallijnen die de Franse koloniale strategie weerspiegelen. De militaire verovering van Algerije wordt verteld vanuit het perspectief van een soldaat die deel uitmaakt van een compagnie. Tijdens gewelddadige veldtochten worden dorpen compleet verwoest en platgebrand waarbij de soldaten een bloedbad aanrichten onder de bewoners. De soldaten roven, verkrachten en vermoorden in naam van de Franse beschavingsmissie. De kolonisatie van het land wordt verteld vanuit het perspectief van een vrouw die deel uitmaakt van van een groep arme Franse landarbeiders. De overheid lokte de arbeiders naar Algerije met de belofte dat zij een eigen stukje land zouden krijgen en dat zij hulp en bescherming zouden krijgen tijdens de eerste jaren van hun verblijf. Eenmaal in Algerije aangekomen is er echter weinig geregeld en worden ze min of meer aan hun lot overgelaten. De aan hun toegewezen plek bevindt zich ver van de bewoonde wereld. Ze moeten zelf voor hun onderkomen zorgen. De landbouwgrond is weerbarstig en het klimaat onbarmhartig. De strijd om te overleven en de ontberingen van de kolonisten worden op hartverscheurende wijze beschreven.
Belezi baseerde zijn roman op brieven, verslagen en andere documenten van de kolonisten en van de soldaten en officieren van het Franse leger. Door gebruik te maken van vertellers krijgen de gebeurtenissen een persoonlijk, invoelbaar karakter.

## Werk in Nederlandse vertaling
- 2022 Attaquer la terre et le soleil. Nederlandse vertaling Aarde en zon te lijf. Vertaald door Eva Wissenburg. Uitgeverij Vleugels, Bleiswijk, 2024. De Bezige Bij, Amsterdam, 2024. ISBN 978 94 93350 14 4

- Bibliothèque nationale de France: cb135316390 (data)
- Catàleg d'autoritats de noms i títols de Catalunya: 981058510675506706
- Gemeinsame Normdatei: 133889661
- International Standard Name Identifier: 0000 0001 1567 1737
- Library of Congress Control Number: no2002106529
- Nationale Bibliotheek van Tsjechië: pna20221158196
- Système universitaire de documentation: 050478109
- Virtual International Authority File: 37077615
- WorldCat: E39PBJktrmVYvFKh7HXkmqvbVC